# Henry Stephens Salt

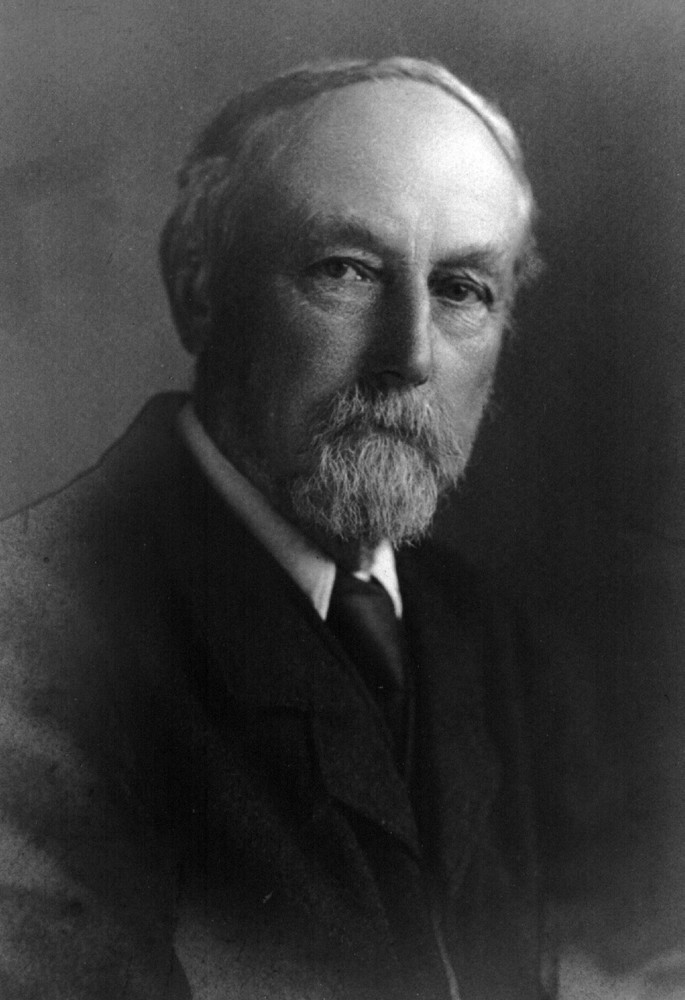
Henry Stephens Salt

Henry Shakespear Stephens Salt (20 de setembro de 1851 - 19 de abril de 1939) foi um escritor inglês e ativista pela reforma social nas áreas de prisões, escolas, instituições econômicas e o tratamento de animais. Ele era um notável vegetariano ético, antivivissecionista, socialista e pacifista, e era bem conhecido como crítico literário, biógrafo, erudito clássico e naturalista. Foi Salt quem primeiro apresentou Mohandas Gandhi às obras influentes de Henry David Thoreau, e influenciou o estudo do vegetarianismo de Gandhi. Salt é considerado, por alguns, como o "pai dos direitos dos animais", tendo sido um dos primeiros escritores a argumentar explicitamente a favor dos direitos dos animais, em vez de apenas melhorias no bem-estar animal, em seu Animals' Rights: Considered in Relation to Social Progress (1892).

## Publicações selecionadas
- A Plea for Vegetarianism (1886)
- A Shelley Primer (1887)
- Flesh or Fruit? An Essay on Food Reform (1888)
- The Life of James Thomson (B.V.) (1889)
- Life of Henry David Thoreau (1890)
- Animals' Rights: Considered in Relation to Social Progress (1892)
- Richard Jefferies: A Study (1894)
- Selections from Thoreau (1895)
- Percy Bysshe Shelley: Poet and Pioneer (1896)
- The Logic of Vegetarianism: Essays and Dialogues (1899)
- Richard Jefferies: His Life and His Ideas (1905)
- The Faith of Richard Jefferies (1906)
- Cambrian and Cumbrian Hills: Pilgrimages to Snowdon and Scafell (1908)
- The Humanities of Diet (1914) (dois trechos)
- Seventy Years among Savages (1921)
- Call of the Wildflower (1922)
- The Story of My Cousins (1923)
- Homo Rapiens and Other Verses (1926)
- Our Vanishing Wildflowers (1928)
- Memories of Bygone Eton (1928)
- The Heart of Socialism (1928)
- Company I Have Kept (1930)
- Cum Grano (1931)
- The Creed of Kinship (1935)